# Ten Foot Pole/Satanic Surfers
Ten Foot Pole/Satanic Surfers är en split-EP med banden Ten Foot Pole och Satanic Surfers, utgiven 1995 på skivbolaget Bad Taste Records. Samtliga låtar var sedan tidigare outgivna.

## Låtlista
1. Ten Foot Pole - "Walkin" - 2:44
2. Ten Foot Pole - "Tunnel's End" - 2:05
3. Ten Foot Pole - "Gnarly Charlie" - 3:45
4. Satanic Surfers - "Truck Driving Punk" - 2:02
5. Satanic Surfers - "Equal Rights" - 2:10
6. Satanic Surfers - "Your Perfect World" - 2:36

### Fotnoter
1. ↑  ”Split”. Discogs.com. http://www.discogs.com/Satanic-Surfers-Ten-Foot-Pole-Split/release/388786. Läst 1 januari 2012.
2. ↑  ”Split”. Bad Taste Records. Arkiverad från originalet den 5 augusti 2012. https://web.archive.org/web/20120805134716/http://www.badtasterecords.se/records.asp?id=28. Läst 1 januari 2012.